# Hillegom

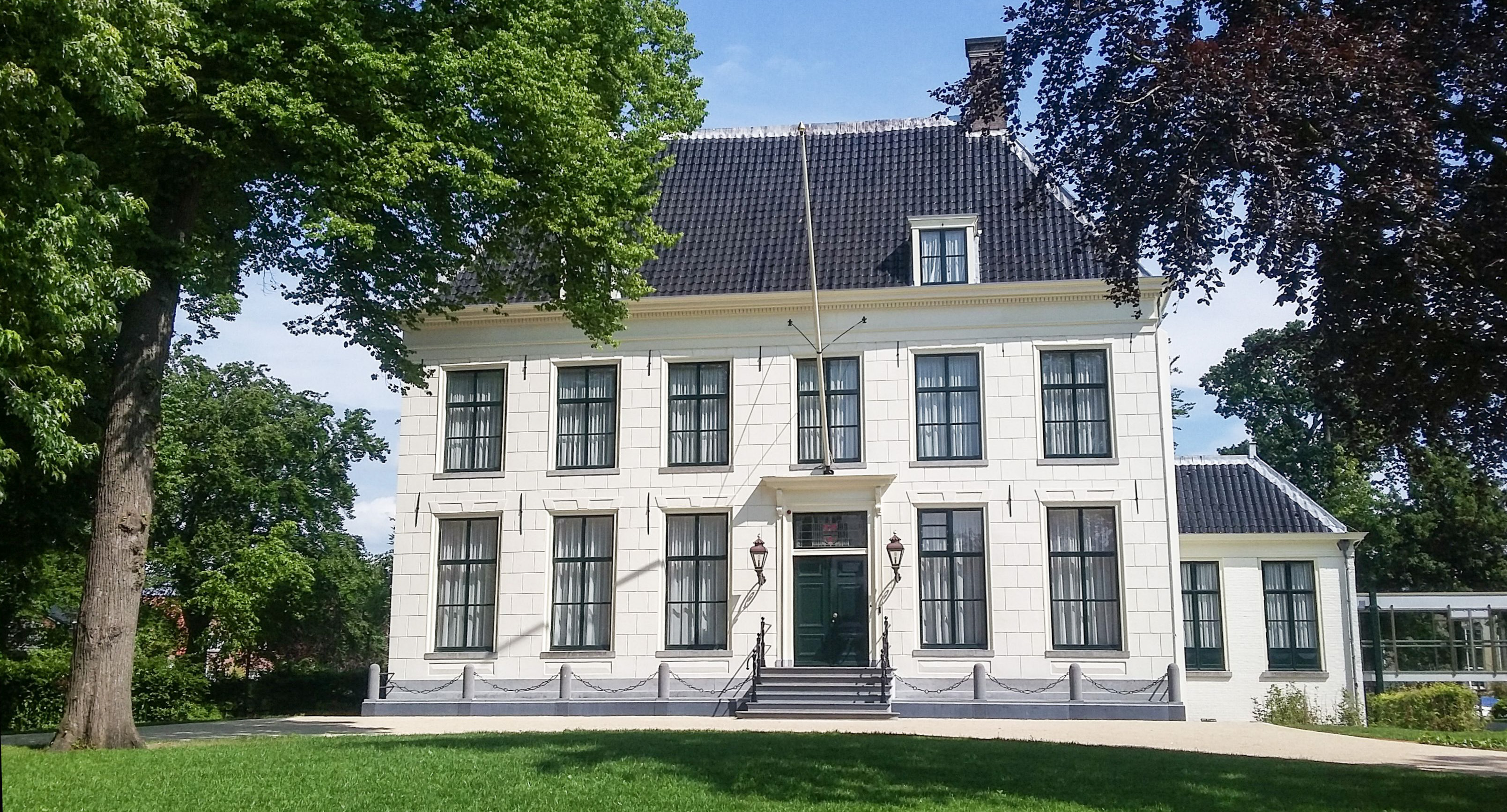
Stadshuset i Hillegom.

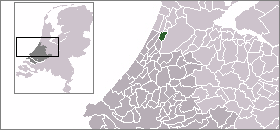
Lägeskarta

Hillegom är en kommun i provinsen Zuid-Holland i Nederländerna. Kommunens totala area är 13,48 km² (där 0,61 km² är vatten) och invånarantalet är på 20 451 invånare (2005).